# Fokker E.III
Fokker E.III var en tysk jager udviklet og anvendt under den første verdenskrig. E.III var den tredje udgave af Fokkers berygtede Eindeckere, og den af dem der blev produceret i højest antal. Flyet lagde navn til "Fokkersvøben", hvor tyskerne havde luftherredømmet over vestfronten i 1915.
E.III var en forbedret udgave af dens forgænger E.II, der ikke var nogen succes, som kun havde marginalt bedre ydelser end E.I. Man øgede vingespændet og vingearealet, og arrangementet for brændstoftanken og ammunitionen blev ændret. Synkroniseringsmekanismen for maskingeværet blev gjort meget sikrere.
268 Fokker E.III leveredes til de tyske flystyrker, og yderligere 14 fly til den tyske marine. 18 E.III blev også solgt til de østrig-ungarske flystyrker.